# Chtchyrets
Chtchyrets (en ukrainien : Щирець ; en russe : Щирец, Chtchirets ; en polonais : Szczerzec) est une commune urbaine de l'oblast de Lviv, en Ukraine. Sa population s'élevait à 5 677 habitants en 2021.

## Géographie
Chtchyrets est arrosée par la rivière Chtchyrets et se trouve à 23 km au sud-ouest de Lviv. 

## Histoire
Chtchyrets est mentionnée pour la première fois dans des chroniques en 1125 et reçoit des privilèges urbains — droit de Magdebourg — en 1397. On y fabrique des matériaux de construction.
1 500 familles juives vivaient dans la ville, il y avait deux synagogues avant la Seconde Guerre mondiale. L'occupation par les Allemands commence à l'été 1941.
En novembre 1942, 32 Juifs sont assassinés dans les rues de la ville. Un mois plus tard, 20 juifs sont tués dans une fosse du cimetière juif de la ville. Les autres seront déportés en train vers le camp d'extermination de Bełżec.

## Population
Recensements (*) ou estimations de la population :
| 1959* | 1970* | 1979* | 1989* | 2001* |
| ----- | ----- | ----- | ----- | ----- |
| 3 108 | 3 638 | 4 178 | 5 363 | 5 521 |

| 2009  | 2010  | 2011  | 2012  | 2013  |
| ----- | ----- | ----- | ----- | ----- |
| 5 679 | 5 708 | 5 733 | 5 731 | 5 763 |

| 2021  | - | - | - | - |
| ----- | - | - | - | - |
| 5 677 | - | - | - | - |

## Transports
Chtchyrets se trouve à 24 km de Lviv par le chemin de fer et à 28 km par la route.

## Personnalités
- Stanislaw Maczek (1892-1994), général polonais.